# 재고관리
재고관리(在庫管理)는 재고자산과 결부된다. 이것을 자재관리면에서 보면 재고자산관리·잔고관리가 되며, 소위 재고의 관리가 된다. 재고자재는 원재료나 부재료 등의 재고품, 가공 공정에 투입되어 있는 것, 창고·공장에 있는 잔재(殘材)·폐재(廢材) 등이 그 대상이 된다.
재고라 함은 기업체 안에 있는 물품을 말한다. 여기에는 여러 가지 견해가 있는데, 그 하나는 ① 창고의 보존물에 한하는 것(더욱이 창고관계의 보관장에 있는 것), ② 실외에 있는 것, ③ 창고대장에 기재되어 있는 것에 한하는 것, ④ 부외품(簿外品) 등도 포함되어 있는 것 등으로 상세하게 그 대상을 한정하는 경우가 있다. 최근의 경향은 이런 것들을 전부 포함한다.

## 목적
재고관리의 목적에는 ① 생산성 촉진, ② 경제성, ③ 구체적인 자금변동, ④ 창고 관리상 특히 소요용적의 파악, ⑤ 재고상황의 조기파악, ⑥ 신선한 자재의 사용, ⑦ 재고관리를 하는 데 있어 분위기의 조성, ⑧ 판매촉진, ⑨ 공장면적의 효율적 사용 등의 목적이 있다.

## 재고품목의 결정
지금까지의 관습으로는 어떤 검토가 없이 종래의 재고물품을 재고품목으로 하는 예가 많은데, 현재 보유하고 있는 물품을 재고의 대상품목으로 하여야 한다. 예를 들면 하나의 방법으로서 다음과 같은 기초에 의해 재고물품을 정하고, 그것으로부터 재고관리를 해야 한다.
1. 물품의 관리구분에 의해 재고품목을 결정한다.
2. 대상물품의 성격에 따라서 결정한다.
3. 상비·비상비 구분의 판정요소에 따라 결정한다.
4. 생산관리상의 일부 요소에 의하여 결정한다.
5. 특히 구매관리에 의하여 결정을 한다.
6. 창고의 규모·적정도 및 수용력 등에 따라 결정한다.

### 관례에 의한 구분
이 방법은 어떤 검토나 비판을 가하지 않고 과거에 결정한 것을 관례에 따라 그대로 결정하는 방법이다.

### 상비성에 의한 구분
앞에서 말한 바와 같이 물품에는 상비품과 비상비품이 있는데, 상비품은 항상 창고 또는 사내에 비치되어 있는 것을 말하며, 비상비품은 상비해 두지 않아도 좋은 것들이다. 상비품은 상비성의 정도 여하에 따라 결정되며, 그 상비의 필요성은 다음과 같은 경우를 들 수 있다. ① 급할 때 공급하기 위해서, ② 시장성으로 보아 상비함이 유리한 것, ③ 운반관리상 상비해 두는 편이 유리한 것, ④ 보관상 상비해두는 편이 유리한 것, ⑤ 공정관리 및 작업상 상비해 두는 편이 유리한 것.

### 저장에 의한 구분
저장해 두고 있는가 여부에 의해 결정하는 것으로, 이 경우 저장의 정의를 정확히 하여둘 필요가 있다. 일반적으로 저장은 창고에 저장된 것을 말하며, 이때 저장의 필요성이 있는지 또는 없는지는 상비성의 경우와 마찬가지로 보는 것이 좋다.

### 통용성에 의한 구분
통용성에 의해 전용품·공통품·반공동품으로 나누는 새로운 방법이다. 통용성에는 ① 전용선으로 사용되는 것, ② 공통으로 사용되는 것, ③ 절반은 전용이고 나머지는 공통인 것이 있어 그 실정에 따라 구분한다.

## 재고수량
재고수량의 결정 절차에는 먼저 전제요건으로서 ① 재고관리의 목적 설정, ② 재고시키는 방침의 결정, ③ 재고시키는 품목의 선정, ④ 재고수량 내용의 결정, ⑤ 재고수량에 대한 기본적인 사고방법의 결정, ⑥ 재고수량의 결정 등이 있다. 여기서 기본적인 사고방법이라 함은 그 순필요 사용량에 대해서 품절되어서는 안 되는 것과 품절되어도 괜찮은 것으로 구분하는 것을 말한다. 품절이 되어도 괜찮은 것에 대해서는 아주 복잡한 계산을 할 필요없이 N×D` 로 단순한 계산을 하는 것이 좋고, 품절이 되어서는 안되는 품목에 대해서는 N×D＋k`
와 같이 계산한다. 이때
N`` 은 1일 사용량, D` 는 주문에서 입고될 때까지의 일수,
k` 는 예비량이다.
예비량
k` 의 산출은 사용이 지나치거나 또는 납기가 늦어져 재고부족의 발생이 예기되는 것을 감안한 것이다.